# Follow the Leader (альбом Korn)
Follow the Leader (с англ. — «Следуй за лидером») — третий студийный альбом ню-метал группы Korn, отличающийся от первых двух альбомов группы, как по звучанию, так и по качеству записи. Follow the Leader стал альбомом-прорывом не только для группы, но и для дальнейшего продвижения ню-метала в мейнстрим. Альбом вошёл в книгу 1001 Albums You Must Hear Before You Die (англ. 1001 альбом который ты должен послушать до того, как умрешь). С альбома было выпущено пять синглов: «All in the Family», «Got the Life», «Children of the Korn», «B.B.K.», «Freak on a Leash».
В записи песен для альбома приняли участие множество приглашённых вокалистов, в том числе Ice Cube — «Children of the Korn», Тре Хардсон (группа The Pharcyde) — «Cameltosis», Фред Дёрст (группа Limp Bizkit) — «All in the Family». Актёр Чич Марин исполнил вокальную партию в песне «Earache My Eye», кавер-версию песни из фильма комического дуэта Чича и Чонга Укуренные, в то время как музыканты группы играют песню, обменявшись друг с другом инструментами.
Песни в альбоме начинаются с 13-го трека, первые 12 треков представляют собой пятисекундные треки с тишиной. Джастин, мальчик с Лонг Бич, Нью-Йорк, пожелал перед смертью увидеть музыкантов группы Korn. Музыканты, тронутые его желанием и силой духа, посвятили мальчику песню «Justin». Первые 12 треков на CD, по пять секунд длиной каждый, образуют минуту молчания в честь Джастина. Также в альбоме есть бонусный трек «I Can Remember», вошедший в американское издание сингла Got the Life.
На DVD Deuce, группа сообщила, что всё, что они делали во время записи альбома, это безостановочно пили и круглосуточно устраивали вечеринки. Со слов Манки, группа потратила на алкогольные напитки около $27.000 долларов.
В 2009 году вышел фильм ужасов "Коллекционер", где прозвучал начальный сэмпл "Dead Bodies Everywhere".

## Критический прием
| Оценки критиков               | Оценки критиков |
| Источник                      | Оценка          |
| ----------------------------- | --------------- |
| AllMusic                      | [ 6 ]           |
| Роберт Кристгау               | C               |
| Encyclopedia of Popular Music | [ 8 ]           |
| Entertainment Weekly          | B−              |
| Pitchfork                     | 6.9/10          |
| Rolling Stone                 | [ 11 ]          |
| Spin                          | 7/10            |

Follow the Leader, получил в целом положительные отзывы. Стивен Томас Эрлевайн из AllMusic назвал альбом «эффективным продолжением их [группы] первых двух альт-метал ориентиров». Дэвид Фрике из Rolling Stone писал, что у Korn «есть идеальная запись для тех длинных чёрных дней, когда всё, что вы можете сделать, это сказать: „Какого хрена! Какого хрена! Какого хрена!“ на том кровавом убийстве». Музыкальный критик Дженисс Гарза из Yahoo! назвал альбом «сильно измученным и диким, как всегда», отметив, что «несмотря на все эти страдания и мучения, Korn ослабевает». Обозреватель Entertainment Weekly Джим Фарбер назвал альбом «большим количеством глупого веселья» и «также невероятно извращённым, идущим на почти смехотворную длину, чтобы возиться с металлическим клише», заключив, что, если «вряд ли достаточно инновационный, чтобы соперничать с классикой метала, по крайней мере, пластинка Korn даёт это когда-то застойные ядра стиля чего-то нового». Джон Парелес из New York Times сказал, что альбом был «изменчивым», описывая Дэвиса как «борьбу с ненавистью к себе, насильственными побуждениями, родительским возбуждением и спутанной сексуальной идентичностью …». В отрицательном отзыве Роберт Кристгау из The Village Voice сказал, что, хотя Korn «отрицают, что они метал», они «тем не менее демонстрируют, что сущность металла … это самоуничтожающийся объём и самоусиливающийся показ».

## Художественное оформление
Лицевая сторона обложки (девочка в красном платье, играющая со своими друзьями на краю обрыва) была создана Тоддом Макфарлейном, художником, долгое время работавшим над серией комиксов Спаун, и основана на вступительном ролике в клипе на песню Freak on a Leash. Хотя есть некоторые различия. На обложке не видно будки охранника, но изображены дети, которых не было видно на видео. Изображение на трее диска представляет собой лицевую обложку, выполненную в чёрно-белом цвете без названия группы и альбома. Картинка в буклете изображает группу в зелёной комнате. Джонатан Дэвис связан, а позади него стоит девочка. Остальные музыканты группы сидят в другой части комнаты на диванах (за исключением Хэда, который в момент фотографии встает). Если приглядеться, можно увидеть что картины на стенах изображают обнажённых женщин. Остальная часть альбомного буклета представляет собой благодарности и состав на фоне чёрных и белых облаков.

## Список композиций
Треки 1-12 беззвучны, длительностью 5 секунд каждый.
| №                   | Название | Длительность |
| ------------------- | --- | ------------ |
| 13.                 | «It’s On!» | 4:29         |
| 14.                 | «Freak on a Leash» | 4:15         |
| 15.                 | «Got the Life» | 3:45         |
| 16.                 | «Dead Bodies Everywhere» | 4:45         |
| 17.                 | «Children of the Korn» (совместно с Ice Cube)                                                                                                 | 3:52         |
| 18.                 | «B.B.K.» | 3:57         |
| 19.                 | «Pretty» | 4:12         |
| 20.                 | «All in the Family» (совместно с Фредом Дёрстом)                                                                                              | 4:49         |
| 21.                 | «Reclaim My Place» | 4:32         |
| 22.                 | «Justin» | 4:17         |
| 23.                 | «Seed» | 5:55         |
| 24.                 | «Cameltosis» (совместно с Тре Хардсоном) | 4:38         |
| 25.                 | «My Gift to You» (песня заканчивается в 7:13. После тишины, в 9:15 начинается разговор, перерастающий в скрытый трек «Earache My Eye» — 4:50) | 15:40        |
| Общая длительность: | Общая длительность: | 70:06        |

### Лимитированное издание бонусного диска
- «All in the Family (Clark World mix)» — 4:47
- «All in the Family (Sowing the Beats mix)» — 4:53
- «All in the Family (Beats in Peace mix)» — 4:16
- «All in the Family (Scary Bird mix)» — 8:39

(Также бонусный диск включал подборку клипов с Korn TV)
Во время записи альбома, были также написаны следующие песни:
- «Camel Song» — 4:21 (вышла, в конечном итоге, на саундтреке к фильму «Конец света»)
- «I Can Remember» — 3:36 (выпущена на сингле «Got the Life»)
- «Here Come The Bastards» — (незаписанная кавер-версия песни Primus)
- «South Of Heaven» — (незаписанная кавер-версия песни Slayer)
- «Surprise! You’re Dead!» — (незаписанная кавер-версия песни Faith No More)

## Чарты
Альбом
| Чарт (1998)                         | Номер позиции |
| ----------------------------------- | ------------- |
| Австралия (ARIA)                    | 1             |
| Австрия (Ö3 Austria Top 40)         | 7             |
| Бельгия (Ultratop Flanders)         | 13            |
| Бельгия (Ultratop Wallonia)         | 30            |
| Канада (CANOE)                      | 1             |
| Финляндия (Suomen virallinen lista) | 4             |
| Франция (SNEP)                      | 5             |
| Германия (Media Control AG)         | 12            |
| Нидерланды (MegaCharts)             | 7             |
| Новая Зеландия (RIANZ)              | 1             |
| Норвегия (VG-lista)                 | 5             |
| Швеция (Sverigetopplistan)          | 24            |
| Великобритания (UK Albums Chart)    | 5             |
| США (Billboard 200)                 | 1             |

Синглы
| Год  | Песня              | Bubbling Under Hot 100 Singles | US Alt. | US Main. | AUS | CAN Alt. | GER | NLD | NZL | UK |
| ---- | ------------------ | ------------------------------ | ------- | -------- | --- | -------- | --- | --- | --- | -- |
| 1998 | «Got the Life»     | —                              | 17      | 15       | 26  | 1        | —   | —   | —   | 22 |
| 1999 | «Freak on a Leash» | 6                              | 6       | 10       | 22  | 25       | 58  | 23  | 43  | 24 |

## Сертификации
| Регион | Сертификация  | Продажи    |
| --- | ------------- | ---------- |
| Австралия (ARIA) | 3× Платиновый | 210 000^   |
| Канада (Music Canada) | 3× Платиновый | 300 000^   |
| Франция (SNEP) | Золотой       | 100 000*   |
| Нидерланды (NVPI) | Золотой       | 50 000^    |
| Новая Зеландия (RMNZ) | Платиновый    | 15 000^    |
| Великобритания (BPI) | Золотой       | 100 000^   |
| США (RIAA) | 5× Платиновый | 5 000 000^ |
| * Данные о продажах приведены только на основе сертификации. ^ Данные о тиражах приведены только на основе сертификации. |               |            |

## Участники записи
Korn
- Джонатан Дэвис — вокал, волынки «My Gift to You»
- Джеймс «Манки» Шаффер — гитара
- Реджинальд «Филди» Арвизу — бас-гитара
- Брайан «Хэд» Уэлч — гитара
- Дэвид Сильверия — ударные

Приглашённые музыканты
- Ice Cube — вокал («Children of the Korn»)
- Фред Дёрст — вокал («All in the Family»)
- Чич Марин — вокал «Earache My Eye»
- Тре Хардсон — вокал «Cameltosis»

Дополнительный персонал
- Томми Д. — программирование
- Джозеф Калтайс — фотографии
- Грег Капулло — художественное оформление
- Томас Корнэкер — исполнитель
- Тодд Макфарлейн — художественное оформление
- Стивен Маркуссен — мастеринг
- Брендан О’Брайен — микширование
- Тоби Райт — продюсер, инженер
- Дон С. Тайлер — оцифровка
- Стив Томпсон — продюсер
- Джастин З. Уолден — ударные, программирование
- Джон Юинг, Мл. — инженер, вспомогательный инженер